# Lopesiodinia alvarengai
Lopesiodinia alvarengai är en tvåvingeart som beskrevs av Prado 1973. Lopesiodinia alvarengai ingår i släktet Lopesiodinia och familjen tickflugor. Inga underarter finns listade i Catalogue of Life.